# Sub-Brown Dwarf

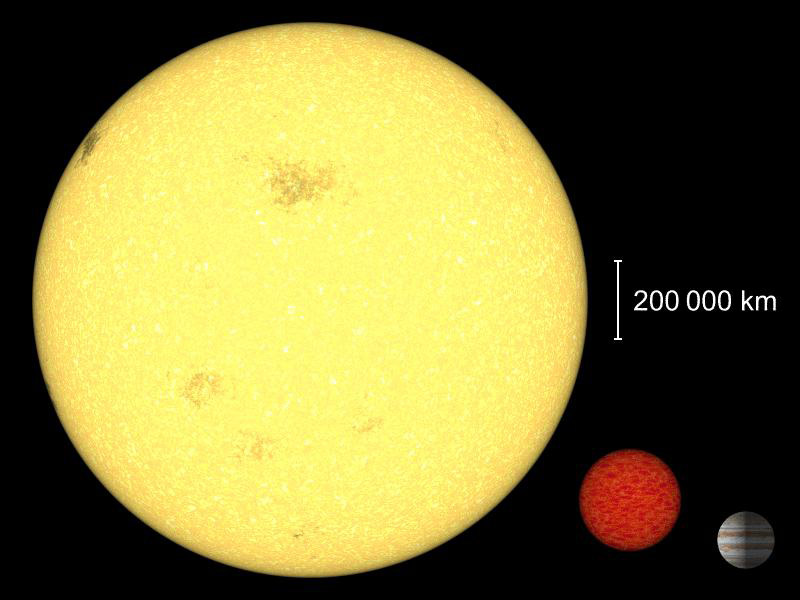
Größenvergleich: Sonne, Cha 110913-773444 und Jupiter.

Ein Sub-Brown Dwarf, auch Brauner Zwerg planetarer Masse (engl.: planetary-mass brown dwarf), ist ein Objekt planetarer Masse, das sich nicht wie ein Planet aus einer protoplanetaren Scheibe entwickelt hat, sondern wie ein Stern oder ein Brauner Zwerg durch Kontraktion einer stellaren Gaswolke, dabei aber unter der Mindestmasse eines Braunen Zwergs von ca. 13 Jupitermassen blieb.
Es gibt bisher noch keinen etablierten deutschen Begriff für diese Objekte.

## Eigenschaften
Diese „gescheiterten Sterne“, die Gasplaneten ähneln, haben nicht genug Masse zur Kernfusion und sind daher kalt und dunkel. Sie können Oberflächentemperaturen von rund 180 bis 330 °C aufweisen, von etwa 0 °C oder sogar darunter. Sie leuchten zwar nicht im sichtbaren Licht, können aber mit Infrarotteleskopen wie dem Spitzer-Weltraumteleskop aufgespürt werden. Sub-Brown Dwarfs kommen im galaktischen Halo und im interstellaren Raum vor.
Da diese Objekte keine Sterne und auch keinen Sternsystemen zugeordnet sind, werden sie von manchen Astronomen als „vagabundierende Planeten“ angesehen, während andere die Bezeichnung Planet für diese Objekte ablehnen, da sie nicht im Orbit eines Sternsystems entstanden und aus diesem ausgebrochen sind.
Die untere Massengrenze für Sub-Brown Dwarfs ist etwa eine Jupitermasse bzw. zwischen 0,001 und 0,01 Sonnenmassen. Sie ergibt sich daraus, dass das Objekt beim Kollabieren die entstehende Wärmeenergie wieder abstrahlen muss, und dies hängt von der Opazität des Gases ab. Die obere Massengrenze liegt wie die für alle Objekte planetarer Masse bei etwa 13 Jupitermassen. Oberhalb dieser Masse setzt die Kernfusion von Deuterium ein, und man spricht von Braunen Zwergen.

## Y-Zwerge
Der Begriff Sub-Brown Dwarf überschneidet sich mit dem Begriff Y-Zwerg. Dieser rührt von der Klassifizierung der Sterne nach Spektralklassen her. Der Begriff ist aber nicht deckungsgleich, da Y-Zwerge mit 9 bis 25 Jupitermassen ca. doppelt so schwer werden können wie Braune Zwerge planetarer Masse. Somit sind nur die leichteren Y-Zwerge auch Objekte planetarer Masse, die schwereren hingegen sind echte Braune Zwerge.

## Beispiele
- WISE 0855−0714 mit 3–10 MJ, etwa 7 Lichtjahre entfernt, als Y-Zwerg klassifiziert[3][8]
- S Ori 52
- UGPS J072227.51-054031.2 mit 10–25 MJ, 13 Lichtjahre entfernt
- Cha 110913-773444 mit 5–15 MJ, 163 Lichtjahre entfernt
- CFBDSIR 2149-0403 mit 4–7 MJ, 130 Lichtjahre entfernt
- OTS 44 mit 11,5 MJ, 550 Lichtjahre entfernt
- PSO J318.5-22 mit 6,5 MJ, 80 Lichtjahre entfernt